# Macrotrachela murrayi
Macrotrachela murrayi är en hjuldjursart som beskrevs av Berzinš 1950. Macrotrachela murrayi ingår i släktet Macrotrachela och familjen Philodinidae. Arten är reproducerande i Sverige. Inga underarter finns listade i Catalogue of Life.